# يان ويشارت
يان ويشارت (بالإنجليزية: Ian Wishart)‏ هو صحفي نيوزيلندي، ولد في 1964.